# Cantone di Orezza-Alesani
Il Cantone di Orezza-Alesani era una divisione amministrativa dell'arrondissement di Corte.
A seguito della riforma approvata con decreto del 26 febbraio 2014, che ha avuto attuazione dopo le elezioni dipartimentali del 2015, è stato soppresso.
I 23 comuni facenti parte prima della riforma del 2014 erano:
- Campana
- Carcheto Brustico
- Carpineto
- Felce
- Monacia d'Orezza
- Nocario
- Novale
- Ortale
- Parata
- Perelli
- Piazzali
- Piazzole
- Piedicroce
- Piedipartino
- Pie d'Orezza
- Pietricaggio
- Piobetta
- Rapaggio
- Stazzona
- Tarrano
- Valle d'Alesani
- Valle d'Orezza
- Verdèse